# Núria Añó i Bautista
Núria Añó i Bautista   (Lleida, 10 de febrer de 1973) és una escriptora catalana. Va viure a Mollerussa fins als 19 anys. Estudià Filologia Catalana i Llengua Alemanya. A més de novel·lista és també traductora i ponent en col·loquis i congressos internacionals de temàtica literària, on sol parlar del seu procés de creació literària.
Añó començà escrivint contes de ben jove i publicà el seu primer relat l'any 1990. Alguns d'aquells relats foren publicats en llibres antològics. L'any 1996 fou guardonada amb el XVIII Premi Joan Fuster Ciutat d'Almenara. El seu relat de ficció 2066. Comença l'etapa de correcció fou traduït el 2006 a l'espanyol / castellà, francès, anglès, alemany, italià i polonès. La versió anglesa d'un altre text, Presagi, relat contra la violència de gènere, publicat per primera vegada el 2005, s'edità a l'anglès a la revista literària americana When Women Waken el 2013.
L'estil literari d'Añó és molt ambiciós i arriscat, s'enfoca en la psicologia dels distints personatges, en general antiherois evitant el maniqueisme." Els personatges són més importants" als seus llibres "que l'argument", degut a "una introspecció, una reflexió, no sentimental, però des d'un punt femení". Les seves novel·les engloben molts temes, tracta temes actuals, problemes de rellevància social i és freqüent que el fons de les seves històries no es conti. Añó incita al lector a descobrir el "sentit profund" i a involucrar-se en els fets presentats.

## Obra
Novel·les
- Els nens de l'Elisa; Omicron 2006 ISBN 84-96496-26-0 EAN 9788496496262
- L'escriptora morta; Omicron 2008 ISBN 978-84-96496-65-1
- Núvols baixos; Omicron 2009 ISBN 978-84-92544-28-8
- La mirada del fill; Abadia 2012 ISBN 978-84-96847-77-4 L'obra s'engloba dins de la temàtica psicològica. Amb rerefons de dansa clàssica l'autora ens transporta a un univers familiar de relacions profundes al llarg d'una vintena d'anys. L'evolució física y psicològica del protagonista que va des de la infància fins que es fa adult va ser l'element més dificultós per a l'autora. Segons explica Añó en una entrevista "vaig haver de retocar molts aspectes d'aquest personatge perquè volia reflectir de manera detallada els canvis que patia al llarg del temps."[9] La novel·la té com a temàtica principal l'adopció observada de totes les perspectives possibles, des de les relacions familiars, "pares, fills, avis, mares biològiques, pares i mares adoptius amb totes les implicacions complementàries."[10]"Els anys d'infància comencen a acumular-se a la vora d'en Daniel i una se sent realitzada. Encara que d'aquesta banda de llit on avui seu pròxima al fill, ell li dona l'esquena".[11][12] publicada l'any 2012.

Assaig
- Des lettres et des femmes... La femme face aux défis de l'histoire, Peter Lang, 2013 (llibre col·lectiu).
- Les romancières sentimentales: nouvelles approches, nouvelles perspectives, L'ull crític 17-18, Universitat de Lleida, 2014 (llibre col·lectiu).

Biografia
- El salón de los artistas exiliados en California: Salka Viertel acogió en su exilio a actores, intelectuales prominentes y personas anónimas huidas del nazismo; edició independent 2020 ISBN 9780463996102 (ebook) ISBN 9781658631631 (rústica)